# Epiphyllum anguliger
Az Epiphyllum anguliger egy mexikói eredetű epifita kaktusz, melyet széles körben termesztenek érdekes alakú karéjos hajtásai és illatos, éjjel nyíló fehér virágaiért. Az × Epicactus hibridek létrehozásában azonban csak kis szerepet játszott. A fajt először T. Hartweg gyűjtötte 1846-ban, és a Horticultural Society of London terjesztette el a kertkultúrában.

## Elterjedése és élőhelye
Közép- és Dél-Mexikó: Michoacán, Mexico, Oaxaca, Guerrero, Matanejo (Hidalgo területén) államok. Epifitikus örökzöld tölgyerdőkben, 1100–1800 m tengerszint feletti magasságban.

## Jellemzői
Bokros, idősen lecsüngő habitusú növény. Hajtásai elérhetik az 1 m hosszúságot, lapítottak, 40–80 mm szélesek, a primer szár töve hengeres vagy hárombordás. A hajtások élei erősen karéjosak, a karéjok néha a középeret is elérik. Areolái 2–3 mm átmérőjűek, rövid sertéket hordoznak, néha 1-2 fehér szőrszál is kifejlődik rajtuk. Illatos virágai 150–180 mm hosszúak, pericarpiumát 3 mm hosszú, apró pikkelyek borítják. A virágtölcsér 80–120 mm hosszú, kis, magánosan álló pikkelyekkel fedett. A külső szirmok 50 mm hosszúak, krémsárga-citromsárga színűek. Belső szirmai lándzsa alakúak, 50 mm hosszúak, fehérek, vagy néha sárgán pettyegettek. A porzók és a bibe fehér. Termése 30–40 mm átmérőjű fehér bogyó.

## Rokonsági viszonyai
Nagyon változékony faj. Az Epiphyllum darrahii néven leírt faj is ennek a taxonnak a körébe tartozik, annak egy kicsiny virágú, de gazdagon virágzó formája, mely csak kultúrából ismert. A változatok azonban összefüggő sort alkotnak, alfajokra különítése nem indokolt. Legközelebbi rokonai az Epiphyllum crenatum és Epiphyllum laui fajok, melyekhez hasonlóan, és eltérően más Epiphyllum fajoktól csíranövényeinek először juvenil állapotú, hengeres hajtásai fejlődnek, csak évek múltán növeszti jellegzetes karéjos-lapított hajtásait. A három említett fajon kívül a többi Epiphyllum-nak nincs juvenil állapota, hasonlóan a Hylocereus és Selenicereus fajokhoz.

## Változatok
Két jellegzetes kertészeti változata ismert:
- Epiphyllum anguliger 'Beahmianum': Thomas MacDougall gyűjtötte 1967-ben a mexikói Oaxaca-ban. Virágai fehérek, a virágok torka levendulaszínű.
- Epiphyllum anguliger 'Gertrudianum': rövidebb virágaival különbözik más klónoktól, virágai csupán 60–75 mm hosszúak és 120 mm szélesek. Növekedése és virágzási hajlama erőteljes.